# EM i bandy 1913
Europamesterskabet i bandy 1913 var det første og hidtil eneste europamesterskab i bandy, og mesterskabet blev spillet på Eisstadion Davos i Davos, Schweiz i februar 1913 med deltagelse af otte hold. Turneringen blev vundet af England.

## Baggrund
Moderne bandy stammede fra England, hvor de første regler blev udgivet i 1882. Det blev hurtigt en populær sportsgren i adskillige nord- og mellemeuropæiske lande samt i det Russiske Kejserrige. Fra 1901 blev bandy spillet ved de Nordiske lege, hvilket var den første international multisportsbegivenhed for vintersport. På grund af mangel på international koordinering var der forskel på de forskellige landes regler. Spillet 7 mod 7 var det mest udbredte, men Sverige, Finland og Rusland foretrak at spille med 11-mandshold. I nogle lande, herunder Letland, spillede man 9 mod 9.

## Mesterskabet
Ifølge nogle kilder blev europamesterskabet i bandy i 1913 arrangeret af Ligue International de Hockey sur Glace, som var blevet oprettet i 1908, men IIHF (som forbundet hedder i dag) kan ikke bekræfte, at det var arrangør.
Kampene blev spillet med 7-mandshold, og otte hold deltog i mesterskabet. Eftersom Sverige og Rusland spillede efter 11-mandsreglerne, afslog de invitationen og spillede i stedet i de Nordiske Lege i Stockholm. Det tyske hold bestod primært af medlemmer af Leipziger HK, som også skulle have deltaget i Stockholm, men da mange af klubbens spillere blev udtaget til det tyske landshold, besluttede de at rejse til Davos.
Turneringen i 1913 var højdepunktet i de deltagende nationers bandyhistorie, fordi starten af første verdenskrig satte en stopper for internationale konkurrencer. Efter krigen optog IOC ishockey (men ikke bandy) på programmet for de olympiske lege i Antwerpen. Det var fordi bandy var fuldstændig ukendt i Nordamerika. IOC's beslutning medførte en nedgang for bandy i Mellemeuropa og Storbritannien, fordi mange bandyspillere skiftede til ishockey. Fra 1920'erne blev bandy næsten udelukkende spillet i Norden og Sovjetunionen. Spillet blev helt glemt i mange af de lande som deltog i EM i 1913. Kun i Østrig og Ungarn overlevede bandy længere end til begyndelsen af 1920'erne.

### Hold
| - Belgien - England - Frankrig - Holland | - Italien - Schweiz - Tyske Kejserrige - Østrig-Ungarn |

## 100-årsjubilæum
Den 6. januar 2014 arrangerede Federation of International Bandy en firenationersturnering i Davos for at fejre 100-årsjubilæet for EM i 1913. Tjekkiet, Tyskland, Ungarn og Holland spillede på samme bane som 101 år tidligere.